# Campionato mondiale di hockey su ghiaccio femminile 2009
Il 12º Campionato mondiale di hockey su ghiaccio femminile è stato assegnato dall'International Ice Hockey Federation alla Finlandia, che lo ha ospitato ad Hämeenlinna, in due diversi palazzetti, nel periodo tra il 4 e il 12 aprile 2009. Questa è la terza volta che il paese finnico ha ospitato la competizione, dopo le edizioni del 1992 e del 1999, ma è anche l'ultima in cui il Gruppo A è stato composto da nove squadre, infatti dall'edizione del 2011 le iscritte saranno otto. Nella finale gli Stati Uniti, campioni in carica, hanno sconfitto per il secondo anno consecutivo il Canada per 4-1 e si sono aggiudicati il terzo titolo mondiale.
In base al nuovo regolamento dal Gruppo A sono state retrocesse due squadre, Giappone e Cina, mentre una sola è stata promossa dalla Prima Divisione, la Slovacchia. Sempre nella Prima Divisione a scapito di due retrocessioni, Rep. Ceca e Francia, si è aggiunta una sola squadra, la Lettonia. Dalla Seconda Divisione alla Terza infine è avvenuta soltanto una retrocessione, i Paesi Bassi. Le divisioni successive (Terza, Quarta e Quinta) non hanno disputato i propri gironi, tuttavia le squadre posizionate più in basso nel Ranking mondiale IIHF di ciascuna divisione sono state automaticamente retrocesse. In conclusione dopo la nuova organizzazione il Gruppo A conta una squadra in meno mentre la Quinta Divisione una in più.

## Campionato di gruppo A

### Partecipanti
Al torneo prendono parte 9 squadre:
| 4 dall'Europa     | Finlandia  | Russia      |
| 4 dall'Europa     | Svezia     | Svizzera    |
| 2 dal Nordamerica | Canada     | Stati Uniti |
| 3 dall'Asia       | Cina       | Giappone    |
| 3 dall'Asia       | Kazakistan |             |

### Gironi preliminari

#### Girone A
| Hämeenlinna 4 aprile 2009, ore 17:00 UTC+3 | Giappone | 0 – 8 (0-4; 0-1; 0-3) referto | Stati Uniti | Arena 2 (347 spett.) |

| Hämeenlinna 5 aprile 2009, ore 15:00 UTC+3 | Russia | 3 – 1 (0-0; 0-0; 3-1) referto | Giappone | Arena 1 |

| Hämeenlinna 6 aprile 2009, ore 12:00 UTC+3 | Stati Uniti | 8 – 0 (1-0; 5-0; 2-0) referto | Russia | Arena 1 (1.629 spett.) |

| Pos. |             | PG | V | VOT | POT | P | GF | GS | DR  | Pt | Accede a |
| 1.   | Stati Uniti | 2  | 2 | 0   | 0   | 0 | 16 | 0  | +16 | 6  | Girone D |
| 2.   | Russia      | 2  | 1 | 0   | 0   | 1 | 3  | 9  | -6  | 3  | Girone E |
| 3.   | Giappone    | 2  | 0 | 0   | 0   | 2 | 1  | 10 | -10 | 0  | Girone F |

#### Girone B
| Hämeenlinna 4 aprile 2009, ore 15:00 UTC+3 | Cina | 1 – 13 (1-5; 0-4; 0-4) referto | Canada | Arena 1 (625 spett.) |

| Hämeenlinna 5 aprile 2009, ore 19:00 UTC+3 | Svezia | 6 – 1 (2-0; 3-0; 1-1) referto | Cina | Arena 1 (1.737 spett.) |

| Hämeenlinna 6 aprile 2009, ore 15:30 UTC+3 | Canada | 8 – 0 (2-0; 1-0; 5-0) referto | Svezia | Arena 1 (1.403 spett.) |

| Pos. |        | PG | V | VOT | POT | P | GF | GS | DR  | Pt | Accede a |
| 1.   | Canada | 2  | 2 | 0   | 0   | 0 | 20 | 1  | +19 | 6  | Girone D |
| 2.   | Svezia | 2  | 1 | 0   | 0   | 1 | 6  | 8  | -2  | 3  | Girone E |
| 3.   | Cina   | 2  | 0 | 0   | 0   | 2 | 2  | 19 | -17 | 0  | Girone F |

#### Girone C
| Hämeenlinna 4 aprile 2009, ore 19:00 UTC+3 | Kazakistan | 0 – 7 (0-2; 0-1; 0-4) referto | Finlandia | Arena 1 (3.241 spett.) |

| Hämeenlinna 5 aprile 2009, ore 17:00 UTC+3 | Svizzera       | 1 – 1 (d.t.s.) (0-0; 0-1; 1-0; 0-0) referto | Kazakistan | Arena 2 (215 spett.) |
| Shootout 0 – 1                             |                |                                             |            |                      |
|                                            |                |                                             |            |                      |
|                                            | Shootout 0 – 1 |                                             |            |                      |

| Hämeenlinna 6 aprile 2009, ore 19:00 UTC+3 | Finlandia | 6 – 3 (4-1; 1-0; 1-2) referto | Svizzera | Arena 1 (3.201 spett.) |

| Pos. |            | PG | V | VOT | POT | P | GF | GS | DR  | Pt | Accede a |
| 1.   | Finlandia  | 2  | 2 | 0   | 0   | 0 | 13 | 3  | +10 | 6  | Girone D |
| 2.   | Kazakistan | 2  | 0 | 1   | 0   | 1 | 2  | 8  | -6  | 2  | Girone E |
| 3.   | Svizzera   | 2  | 0 | 0   | 1   | 1 | 4  | 8  | -4  | 1  | Girone F |

### Seconda Fase
Nella seconda fase le squadre giunte prime nei rispettivi gironi si sono scontrate in un altro girone da tre squadre, e lo stesso è successo per le seconde e le terze di ciascun raggruppamento. Le prime due squadre del girone D (quello delle prime classificate) accedono alla finale per il primo posto, mentre la terza del girone D affronta la prima del girone E per la medaglia di bronzo. Infine nel girone F le ultime due squadre vengono retrocesse in Prima Divisione.

#### Girone D (1º-3º posto)
| Hämeenlinna 8 aprile 2009, ore 19:00 UTC+3 | Canada | 8 – 0 (2-0; 2-0; 4-0) referto | Finlandia | Arena 1 (2.032 spett.) |

| Hämeenlinna 9 aprile 2009, ore 19:00 UTC+3 | Finlandia | 0 – 7 (0-2; 0-3; 0-2) referto | Stati Uniti | Arena 1 (2.038 spett.) |

| Hämeenlinna 10 aprile 2009, ore 19:00 UTC+3 | Stati Uniti | 1 – 2 (0-0; 0-2; 1-0) referto | Canada | Arena 1 |

| Pos. |             | PG | V | VOT | POT | P | GF | GS | DR  | Pt |
| 1.   | Canada      | 2  | 2 | 0   | 0   | 0 | 10 | 1  | +9  | 6  |
| 2.   | Stati Uniti | 2  | 1 | 0   | 0   | 1 | 8  | 2  | +6  | 3  |
| 3.   | Finlandia   | 2  | 0 | 0   | 0   | 2 | 0  | 15 | -15 | 0  |

#### Girone E (4º-6º posto)
| Hämeenlinna 8 aprile 2009, ore 15:00 UTC+3 | Svezia | 9 – 0 (2-0; 3-0; 4-0) referto | Kazakistan | Arena 1 (2.058 spett.) |

| Hämeenlinna 9 aprile 2009, ore 15:00 UTC+3 | Kazakistan | 2 – 9 (1-3; 0-3; 1-3) referto | Russia | Arena 1 (374 spett.) |

| Hämeenlinna 10 aprile 2009, ore 15:00 UTC+3 | Russia | 0 – 8 (0-1; 0-4; 0-3) referto | Svezia | Arena 1 (425 spett.) |

| Pos. |            | PG | V | VOT | POT | P | GF | GS | DR  | Pt |
| 4.   | Svezia     | 2  | 2 | 0   | 0   | 0 | 17 | 0  | +17 | 6  |
| 5.   | Russia     | 2  | 1 | 0   | 0   | 1 | 9  | 10 | -1  | 3  |
| 6.   | Kazakistan | 2  | 0 | 0   | 0   | 2 | 2  | 18 | -16 | 0  |

#### Girone F (7º-9º posto)
| Hämeenlinna 8 aprile 2009, ore 17:00 UTC+3 | Cina           | 4 – 4 (d.t.s.) (2-1; 2-0; 0-3; 0-0) referto | Svizzera | Arena 2 (379 spett.) |
| Shootout 0 – 1                             |                |                                             |          |                      |
|                                            |                |                                             |          |                      |
|                                            | Shootout 0 – 1 |                                             |          |                      |

| Hämeenlinna 9 aprile 2009, ore 17:00 UTC+3 | Svizzera | 3 – 2 (0-0; 2-1; 1-1) referto | Giappone | Arena 2 (247 spett.) |

| Hämeenlinna 10 aprile 2009, ore 17:00 UTC+3 | Giappone | 2 – 1 (0-0; 2-0; 0-1) referto | Cina | Arena 2 (256 spett.) |

| Pos. |          | PG | V | VOT | POT | P | GF | GS | DR | Pt |
| 7.   | Svizzera | 2  | 1 | 1   | 0   | 0 | 8  | 6  | +2 | 5  |
| 8.   | Giappone | 2  | 1 | 0   | 0   | 1 | 4  | 4  | 0  | 3  |
| 9.   | Cina     | 2  | 0 | 0   | 1   | 1 | 5  | 7  | -2 | 1  |

### Finale per il 3º posto
| Hämeenlinna 12 aprile 2009, ore 15:00 UTC+3 | Finlandia | 4 – 1 (1-0; 1-1; 2-0) referto | Svezia | Arena 1 (3.027 spett.) |

### Finale
| Hämeenlinna 12 aprile 2009, ore 19:00 UTC+3 | Canada | 1 – 4 (0-1; 1-1; 0-2) referto | Stati Uniti | Arena 1 (3.046 spett.) |

### Classifica marcatori
| Giocatrice          | PG | G | A | Pt | +/- | MP |
| ------------------- | -- | - | - | -- | --- | -- |
| Julie Chu           | 5  | 5 | 5 | 10 | +8  | 0  |
| Natalie Darwitz     | 5  | 3 | 7 | 10 | +8  | 2  |
| Hilary Knight       | 5  | 7 | 2 | 9  | +5  | 4  |
| Erika Holst         | 5  | 4 | 5 | 9  | +5  | 4  |
| Elin Holmlov        | 5  | 6 | 2 | 8  | +5  | 2  |
| Jennifer Botterill  | 5  | 5 | 3 | 8  | +5  | 2  |
| Hayley Wickenheiser | 5  | 4 | 4 | 8  | +6  | 4  |
| Caroline Ouellette  | 5  | 3 | 5 | 8  | +7  | 6  |
| Carla MacLeod       | 5  | 2 | 6 | 8  | +9  | 4  |
| Michelle Karvinen   | 5  | 5 | 2 | 7  | +3  | 6  |

### Classifica portieri
| Giocatrice       | Min    | TC  | GS | SO | MGS  | Sv%    |
| ---------------- | ------ | --- | -- | -- | ---- | ------ |
| Kim St-Pierre    | 120:00 | 33  | 0  | 2  | 0.00 | 100.00 |
| Jessie Vetter    | 120:00 | 56  | 1  | 1  | 0.50 | 98.21  |
| Valentina Lizana | 240:00 | 75  | 5  | 2  | 1.25 | 93.33  |
| Azusa Nakaoku    | 208:10 | 146 | 11 | 0  | 3.17 | 92.47  |
| Charline Labonté | 179:04 | 57  | 5  | 2  | 1.68 | 91.23  |

### Classifica finale
| Pos | Squadra     |
| --- | ----------- |
| 1   | Stati Uniti |
| 2   | Canada      |
| 3   | Finlandia   |
| 4   | Svezia      |
| 5   | Russia      |
| 6   | Kazakistan  |
| 7   | Svizzera    |
| 8   | Giappone    |
| 9   | Cina        |

| Promossa nel Gruppo A:         | Slovacchia | Slovacchia |
| Retrocesse in Prima Divisione: | Giappone   | Cina       |

#### Riconoscimenti
Riconoscimenti individuali
| Premio                   | Giocatrice          |
| ------------------------ | ------------------- |
| Miglior giocatrice (MVP) | Carla MacLeod       |
| Miglior portiere         | Charline Labonté    |
| Miglior difensore        | Jenni Hiirikoski    |
| Miglior attaccante       | Hayley Wickenheiser |

## Prima Divisione
Il Campionato di Prima Divisione si è svolto in un unico girone all'italiana a Graz, in Austria, fra il 4 e il 10 aprile 2009:
| Pos. |            | PG | V | VOT | POT | P | GF | GS | DR  | Pt |
| 1.   | Slovacchia | 5  | 4 | 0   | 0   | 1 | 22 | 14 | +8  | 12 |
| 2.   | Germania   | 5  | 4 | 0   | 0   | 1 | 20 | 13 | +7  | 12 |
| 3.   | Norvegia   | 5  | 2 | 1   | 0   | 2 | 18 | 18 | 0   | 8  |
| 4.   | Austria    | 5  | 2 | 0   | 1   | 2 | 16 | 16 | 0   | 7  |
| 5.   | Rep. Ceca  | 5  | 2 | 0   | 0   | 3 | 17 | 18 | -1  | 6  |
| 6.   | Francia    | 5  | 0 | 0   | 0   | 5 | 10 | 24 | -14 | 0  |

| Promossa nel Gruppo A:           | Slovacchia | Slovacchia |
| Retrocesse in Seconda Divisione: | Rep. Ceca  | Francia    |

## Seconda Divisione
Il Campionato di Seconda Divisione si è svolto in un unico girone all'italiana a Torre Pellice, in Italia, fra il 12 e il 18 aprile 2009:
| Pos. |                | PG | V | VOT | POT | P | GF | GS | DR  | Pt |
| 1.   | Lettonia       | 5  | 5 | 0   | 0   | 0 | 25 | 4  | +21 | 15 |
| 2.   | Corea del Nord | 5  | 3 | 1   | 0   | 1 | 15 | 13 | +2  | 11 |
| 3.   | Regno Unito    | 5  | 3 | 0   | 0   | 2 | 11 | 11 | 0   | 9  |
| 4.   | Italia         | 5  | 1 | 1   | 0   | 3 | 15 | 18 | -3  | 5  |
| 5.   | Danimarca      | 5  | 0 | 1   | 2   | 2 | 10 | 17 | -7  | 4  |
| 6.   | Paesi Bassi    | 5  | 0 | 0   | 1   | 4 | 4  | 17 | -13 | 1  |

| Promossa in Prima Divisione:   | Lettonia    |
| Retrocessa in Terza Divisione: | Paesi Bassi |

## Divisioni inferiori
A seguito dei cambiamenti di formula della competizione le divisioni successive alla Seconda per quest'anno non hanno disputato i loro tornei. Di seguito le formazioni delle Terza, della Quarta e della Quinta Divisione per il Campionato mondiale di hockey su ghiaccio femminile 2011:

### Terza Divisione
| Squadre | Squadre | Squadre | Squadre     | Squadre  | Squadre  |
| ------- | ------- | ------- | ----------- | -------- | -------- |
| Austria | Belgio  | Croazia | Paesi Bassi | Slovenia | Ungheria |

### Quarta Divisione
| Squadre       | Squadre | Squadre | Squadre       | Squadre | Squadre   |
| ------------- | ------- | ------- | ------------- | ------- | --------- |
| Corea del Sud | Estonia | Islanda | Nuova Zelanda | Romania | Sudafrica |

### Quinta Divisione
| Squadre  | Squadre | Squadre | Squadre | Squadre |
| -------- | ------- | ------- | ------- | ------- |
| Bulgaria | Irlanda | Polonia | Spagna  | Turchia |